# 吳允中
吳允中（16世紀—1623年），字百含，號見陶，山東兗州府曹州人，明朝政治人物。

## 生平
吳允中是萬曆二十二年（1594年）的舉人，二十六年（1598年）成進士，吏部觀政，獲授永城縣知縣，未任，丁繼母憂歸。萬曆三十年（15602年）起補商丘縣知縣，河決後疏通河道，並修築堤壩、賑濟人民。未滿任，因父喪去職。三十六年再起授杞縣知縣，清除冗員，改革小灘兌軍為官運，軍民都感激他；三十八年行取考选，四十年他升任福建道監察御史，屢次上陳封事不避權要，四十年（1612年）十月負責巡按宣大兼視學政，在當地檢驗武備、查清軍餉、節省開支，邊疆政事為之一新；檢閱士兵大公無私，又視察地利引入桑乾河水，開闢懷來土地數十萬畝。
代王朱鼐鈞廢長子朱鼎莎、立幼子朱鼎渭，朝廷為此事而紛亂，吳允中辯清是非，令代藩安寧；四十二年巡视南城，四十三年巡按江西，四十七年巡按湖廣，不久他巡視南城兼管廠庫，免除慈聖宮冗費以萬計，竣工後獲特賜銀幣，四十七年（1619年）六月升江西按察司副使，泰昌元年（1620年）十二月因病上疏致政回鄉。白蓮教民起事，他嚴管城守，捐出糧餉派兵平亂，天啟二年（1622年）七月起任陝西按察司副使，三年（1623年）三月陞南京光祿寺少卿，不久去世，入祀鄉賢祠。他在商丘時著有《易知錄》、《錢糧考》，晉御史臺後有疏《草憲秦中》、《條約宗祿議》等作品流傳。

## 引用
1. 1 2  道光《大同縣志·卷十六·人物前》：吳允中 字百含，曹州人，萬厯戊戌進士。任商邱縣，直河決，濬築賑濟，修城培堤，因民為利，里甲不擾。繼補杞縣，革衙蠧，改小灘兌軍為官運，軍民永賴之；擢御史，屢上封事，不避權要。奉敕按宣大，兼視學政，覈武備、清軍餉、省鉅費，邊政一新。校士纖毫無私，又察地利引桑乾水，開懷來田數十萬畝。會代王溺寵廢長，廷議紛然，允中廉其顛末上之，藩儲以安。巡視南城，兼管廠庫，算減慈聖宮冗費萬計，工竣特賜銀幣，以病再疏致政歸。白蓮妖起，嚴城守，傾橐餉，戍卒亂平，補陝西副使，尋推南京光祿寺少卿，未幾卒，祀鄉賢。令商邱著有《易知錄》、《錢糧考》，晉御史臺有疏《草憲秦中》，有《條約宗祿議》。
2. ↑  乾隆《曹州府志·卷十三·選舉》：萬厯二十二年甲午科（舉人） 吳允中 曹州人
3. ↑  《萬曆二十六年戊戌科進士履历》：吴允中，見陶，诗五房，癸酉四月二十一日生。曹州人，甲午九名，会二百四十九名，三甲二百一名。吏部政，己亥授永城知县，丁憂，壬寅補商丘知县，戊申调杞县，庚戌行取考选，壬子授付建道御史，宣大巡按，甲寅巡视南城，乙卯江西巡按，患病，己未湖广巡按，己未升江西付使，庚申养病，壬戌起陕西付使，癸亥升南光禄寺少卿，本年卒。曾祖全。祖宝。父鹰，寿官。